# Тариха
Тариха, полное название Сан Бернардо де ля Фронтера де Тариха (исп. Tarija, San Bernardo de la Frontera de Tarija) — крупный город на юге Боливии. Город был основан в 1574 году, население составляет 170 900 человек (официальная перепись населения в 2006 году). Тариха является столицей и крупнейшим городом департамента Тариха. На территории города расположен аэропорт (TJA).
Близ города, в посёлке Санта-Ана (Santa Ana), находится Боливийская национальная обсерватория, построенная советскими специалистами.